# کنیا مور

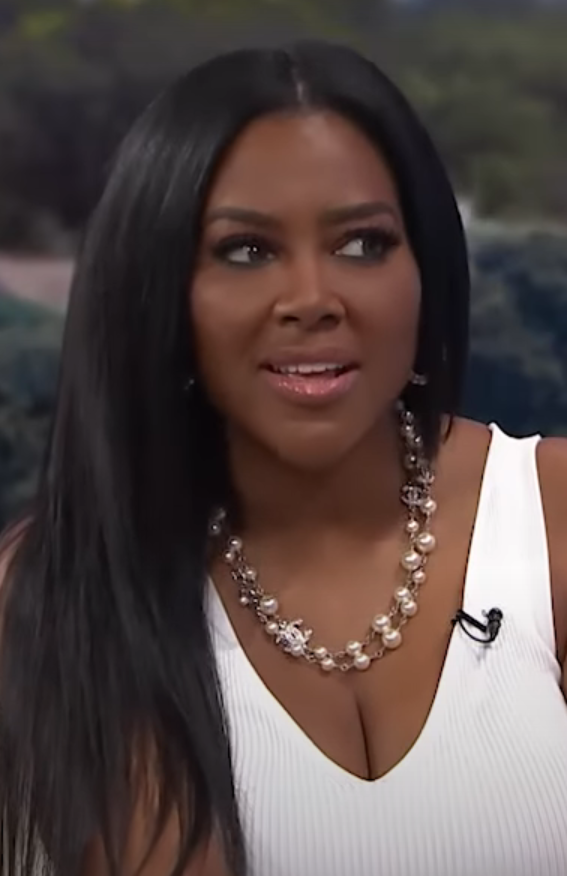
کنیا مور

 کنیا مور (انگلیسی: Kenya Moore؛ زادهٔ ۲۴ ژانویهٔ ۱۹۷۱) بازیگر، مدل، تهیه‌کننده و ملکه زیبایی اهل آمریکا است. وی برنده ملکه زیبایی ایالات متحده آمریکا‌۱۹۹۳ و شرکت کننده در مراسم دوشیزه جهان ۱۹۹۳ است و جز ۶ نفر برتر شد.
از حضور تلویزیونی وی می‌توان به خانمان خانه واقعی، کارآموز ستارگان، در انتظار بازدم و رقص با ستارگان اشاره کرد.